# Unité du peuple (Ossétie du Sud)
L'Unité du peuple (en russe : Единство народа ; en géorgien : ხალხის ერთიანობა, khalkhis ertianoba est un parti politique nationaliste de centre droit d'Ossétie du Sud, une république du Caucase partiellement reconnue, considérée par la plupart des États comme faisant partie de la Géorgie. Le parti est dirigé par Vladimir Kelekhsaev (en).

## Historique
En 2015, le président de l'Ossétie du Sud, Leonid Tibilov, propose un référendum sur l'annexion de l'Ossétie du Sud à la Russie, l'Unité du peuple publie un communiqué de presse demandant qu'un tel référendum ait lieu immédiatement et que l'annexion est le « rêve d'une génération ».
Lors de son congrès de 2019, le parti se concentre sur les questions agricoles en déclarant que « le plus important aujourd'hui est l'attention portée aux questions agricoles, il est nécessaire de déterminer la fertilité des terres, ce qui permettra de développer l'horticulture, la viticulture et l'élevage. Aujourd'hui, 90 % des produits agricoles sont importés de Russie. Nous devons être autosuffisants. ».

## Résultats électoraux
| Année | Voix  | %     | Élus   | Rang |
| ----- | ----- | ----- | ------ | ---- |
| 2014  | 2 790 | 13,77 | 6 / 34 | 2e   |
| 2019  | 2 883 | 12,96 | 3 / 34 | 4e   |